# Medal of Honor: European Assault
Medal of Honor: European Assault is een videospel ontwikkeld door EA Los Angeles voor de PlayStation 2, Xbox en de GameCube.
Het verhaal is bedacht door John Milius, de schrijver van Apocalypse Now. In het spel neemt de speler de rol aan van Luitenant William Holt, een OSS operator. De missies spelen zich af in Frankrijk, Noord-Afrika, Sovjet-Unie en België.